# اناتولی کارتاشوف
آناتولی کارتاشوف (روسی: Анатолий Николаевич Карташов؛ ۵ مهٔ ۱۹۳۷ – ۱۷ ژانویهٔ ۲۰۰۵) بازیکن واترپلو اهل اتحاد جماهیر شوروی سوسیالیستی بود.